# The Bolero
The Bolero é uma curta-metragem norte-americana lançada em 1973, dirigida e escrita por Allan Miller e William Fertik. Venceu o Oscar de melhor curta-metragem em live action na edição de 1974.

## Enredo
Na primeira parte da curta, é mostrado o making-of de uma performance do Bolero de Maurice Ravel pela Orquestra Filarmónica de Los Angeles, com o comentário de alguns músicos enquanto a produção prepara a sala. De seguida, é dado o comentário do maestro, Zubin Mehta, assim como alguns excertos de ensaios da obra. Por último, é tocado o Bolero na sua integralidade. 

## Elenco
- Zubin Mehta, maestro
- Ernest Fleishman, Diretor Executivo da Orquestra Filarmónica de Las Vegas
- Miles Zentner, flauta piccolo
- Anne Diener Giles, flauta
- Michele Zukovsky, clarinete
- Merritt Buxbaum, clarinete em Mi bemol
- Franklin Stokes, saxofone
- Alan Goodman, fagote
- Robert DiVall, trompete
- Henry Sigismonti, trompa
- H. Dennis Smith trombone
- Orquestra Filarmónica de Los Angeles [3]